# Benimagrell
Benimagrell és un barri del municipi de Sant Joan d'Alacant, a la comarca de l'Alacantí (País Valencià).

## Història
El nom de Benimagrell remet al seu origen àrab quan era alqueria musulmana.
Benimagrell guarda les característiques urbanístiques i arquitectòniques d'una típica ciutat agrícola de l'Horta d'Alacant. L'ermita de Sant Roc és la més antiga de tota la població i és d'estil gòtic amb les seues voltes ogivals i els seus arcs de creueria; en un dels quals encara es pot veure un medalló amb l'escut del Rei Don Jaume I El Conqueridor. Els atacs pirates del segle xvi, i en concret el sanguinari episodi del pirata Dragut, van obligar a la construcció de diverses torres de guaita per a defensar i avisar dels atacs barbarescos.
En 1593, Sant Joan i Benimagrell van adquirir la categoria d'Universitat, pas intermedi cap a la segregació del municipi d'Alacant. No obstant això, van tornar a ser absorbits per la capital alacantina en 1619 pel "Tractat d'Agregació i Concòrdia", segons sembla davant la incapacitat econòmica per a afrontar les despeses de construcció del pantà de Tibi.
En 1779 la població va quedar amb el nom jurídic de Sant Joan d'Alacant en tornar a separar-se'n de la ciutat d'Alacant, mentre que l'antiga alqueria de Benimagrell va quedar com a nucli urbà vinculat al nou municipi.